# 질산 납(II)
질산 납(II)(Lead(II) nitrate)은 화학식 Pb(NO3)2을 갖는 무기 화합물이다. 무색 결정이거나 백색 고체로 보통 나타나지만 다른 납(II)염들과 달리 물에 녹는다.
질산 납(II)은 납 중독을 일으키며 흡입, 소화, 피부 접촉이 되지 않도록 주의깊게 관리해야 한다.